# 岐阜県道288号下河和美濃洲原停車場線
岐阜県道288号下河和美濃洲原停車場線（ぎふけんどう288ごう しもこうわみのすはらていしゃばせん）とは、岐阜県美濃市を通る一般県道である。

## 概要
岐阜県道324号白山美濃線と洲原駅を結ぶ路線である。下河和地区から国道156号、洲原駅へのアクセスに重要な役割を果たしている。
岐阜県美濃市下河和の岐阜県道324号白山美濃線交点が起点。起点から西へ140mほどで洲原橋（橋長約120m）に達し、橋を渡った国道156号交点が終点。路線名の美濃洲原停車場は現在の洲原駅で、終点の西に隣接している。

### 路線データ
- 起点：岐阜県美濃市下河和鍛冶畑（=県道324号交点）
- 終点：岐阜県美濃市美濃洲原停車場（=国道156号交点（須原交差点））
- 総延長：260.5m

## 地理
長良川を渡る。

### 通過する自治体
- 岐阜県
  - 美濃市

### 主な接続道路
- 岐阜県道324号白山美濃線（美濃市）
- 国道156号（美濃市）

### 周辺
- 下河和公民館
- 宝六谷（長良川支流）
- 下河和バス停（わっちも乗ろCar洲原線）
- 長良川
- 洲原橋バス停（岐阜バス美濃八幡線）
- 洲原駅（長良川鉄道越美南線）